# Мульт (телеканал)
«Мульт» — дитячий російський телеканал, що транслює сучасні популярні мультфільми. В ефірі телеканалу найпопулярніші вітчизняні мультсеріали та хіти дитячої анімації, класика «Союзмультфільму» та Держтелерадіофонду, а також проекти власного виробництва. Контент телеканалу ретельно підібраний та орієнтований на дітей від 1,5 до 6 років.

## Історія
Розпочав цілодобове мовлення у складі пакету «Цифрове телебачення» (ВДТРК) 1 червня 2014 року. 21 березня 2015 року за участю телеканалу в російських федеральних кіномережах відбувся запуск альманаху «Мульт у кіно», проект отримав підтримку Міністерства культури Російської Федерації. За результатами досліджень аудиторії компанією TNS Росія до квітня 2015 року канал зайняв другу позицію серед дитячого неефірного телебачення.
З 26 вересня 2015 року по 8 вересня 2018 року на телеканалах «Росія-1» та «Росія-1 HD» виходив щотижневий ранковий блок із мультфільмами «Мульт ранок». Спочатку в цьому блоці були представлені різні мультсеріали, але пізніше в блоці залишилися лише два — «Маша та Ведмідь» та «Ве-ве-ведмедики».
1 грудня 2019 телеканал перейшов на широкоформатне мовлення 16:9, а також запустив версію в стандарті високої чіткості (HD).

## Концепція
У сітці мовлення присутні сучасні мультфільми: «Білка та Стрілка. Бешкетна сімейка», «Маша і Ведмідь», «Лунтик», «Смішарики», «Фіксики», «Барбоскіни», «Три кошеня» «Паровозик Тишка» та інші, класика «Союзмультфільму» та Держтелерадіофонду, а також власне виробництво: « Аркадій Паровозов поспішає на допомогу», «Папірці», «Ве-ве-ведмедики», «Казковий патруль», «Лео і Тіг», «Деревяшки», «Четверо в кубі», «Говіркий Том і друзі» та інші. До літа 2015 року мовлення велося без перерв на рекламу. З 2019 року телеканал транслює деякі закордонні мультсеріали. У 2020 році канал змінює концепцію мовлення: мультфільми «Гостелерадіофонду» припиняють транслюватися на цьому телеканалі, зупиняє показ мультсеріалів «Папірці», «Аркадій Паровозов поспішає на допомогу», «Три кошеня» та «Паровозик Тишка».

## Нагороди
- Премія «Велика цифра-2015» у номінації «Дитячий телеканал» категорії «Телеканали».
- Премія «Золотий промінь-2017» у номінації «Дитячий телеканал».
- Премія «Велика цифра-2018» у номінації «Дитячий телеканал» у віковій категорії 0+.